# خون‌واش‌تباران
خون‌واش‌تباران (نام علمی: Isachneae) نام یک تبار از خانواده گندمیان است.